# Flandern-Rundfahrt 2023 (Frauen)
Die Flandern-Rundfahrt 2023 war ein Straßenrennen für Frauen. Das Rennen fand am 2. April 2023 statt, am gleichen Tag wie die Ausgabe für Männer, und war Teil der UCI Women’s WorldTour.

## Teilnehmende Mannschaften
| UCI Women's WorldTeams (15)- SD Worx - Movistar Team - Canyon-SRAM Racing - EF Education-TIBCO-SVB - FDJ-Suez - Fenix-Deceuninck - Human Powered Health - Israel-Premier Tech Roland - Liv Racing TeqFind - Team DSM - Team Jumbo-Visma - Team Jayco AlUla - Trek-Segafredo - UAE Team ADQ - Uno-X Pro Cycling Team UCI Women's Continental Teams (9)- Lotto Dstny Ladies - Ceratizit-WNT Pro Cycling - Lifeplus Wahoo - AG Insurance-Soudal Quick-Step Team - Cofidis - Duolar-Chevalmeire - Parkhotel Valkenburg - Proximus-Alphamotorhomes-Doltcini CT - Zaaf Cycling Team |
| |

## Streckenführung
Start des Rennens war wie üblich auf dem Marktplatz in Oudenaarde, wo sich auch das Museum der Flandern-Rundfahrt befindet. Im Gegensatz zum Vorjahr drehte das Peloton zu Beginn eine 60 km lange Runde durch den Landstrich zwischen Schelde und Leie. An die Rückkehr nach Oudenaarde schloss sich der schwierigere und entscheidende Teil der Rundfahrt an. Dieser Abschnitt war identisch zum Vorjahr und stellte eine verkürzte Form des Männer-Rennens dar, mit identischem Finale über Koppenberg, Taaienberg, Kruisberg, Oude Kwaremont, Paterberg und dem Ziel in Oudenaarde.
| Nr | Name              | km    | Typ                           |
| -- | ----------------- | ----- | ----------------------------- |
| 1  | Tiegemberg        | 10,0  | Steigung                      |
| 2  | Huisepontweg      | 49,6  | Kopfsteinsektor               |
| 3  | Korte Ast         | 56,6  | Anstieg                       |
| 4  | Wolvenberg        | 68,4  | Anstieg                       |
| 5  | Kerkgate          | 72,0  | Kopfsteinsektor               |
| 6  | Jagerij           | 74,7  | Kopfsteinsektor               |
| 7  | Molenberg         | 80,9  | Anstieg mit Kopfsteinpflaster |
| 8  | Marlboroughstraat | 84,9  | Anstieg                       |
| 9  | Berendries        | 88,9  | Anstieg                       |
| 10 | Valkenberg        | 94,2  | Anstieg                       |
| 11 | Koppenberg        | 113,4 | Anstieg mit Kopfsteinpflaster |
| 12 | Mariaborrestraat  | 117,4 | Kopfsteinsektor               |
| 13 | Steenbeekdries    | 118,7 | Anstieg mit Kopfsteinpflaster |
| 14 | Stationsberg      | 118,8 | Kopfsteinsektor (bergab)      |
| 15 | Taaienberg        | 121,2 | Anstieg mit Kopfsteinpflaster |
| 16 | Kruisberg         | 131,5 | Anstieg mit Kopfsteinpflaster |
| 17 | Oude Kwaremont    | 141,3 | Anstieg mit Kopfsteinpflaster |
| 18 | Paterberg         | 144,7 | Anstieg mit Kopfsteinpflaster |

## Rennverlauf und Ergebnis
In der ersten Rennhälfte geschah nichts von Belang. Am Wolvenberg startete Ally Wollaston einen Ausreißversuch, nach dem Valkenberg bekam sie Gesellschaft durch Elise Chabbey und Elinor Barker; die drei wurden am Fuß des Koppenbergs wieder eingeholt.
In der Anfahrt zum Koppenberg war Weltmeisterin Annemiek van Vleuten zu Fall gekommen, sie spielte infolge des Zeitverlusts keine Rolle mehr. Auf dem Koppenberg entglitt Liane Lippert in vorderer Position die Kontrolle, was zahlreiche Fahrerinnen zum Absteigen zwang. Als Folge etablierte sich eine Spitzengruppe aus Vorjahressiegerin Lotte Kopecky, Marlen Reusser, Lorena Wiebes (alle SD Worx) sowie Silvia Persico (UAE Team ADQ). Sprint-Spezialistin Wiebes musste am Taaienberg passen, Reusser nach langer Tempoarbeit zugunsten Kopeckys am Kruisberg.
Nunmehr mit Kopecky allein in Führung, beteiligte sich Persico an der Führungsarbeit, um eine siebenköpfige Verfolgergruppe auf Distanz zu halten. In letzterer waren neben Reusser noch Demi Vollering (ebenfalls SD Worx), Elisa Longo Borghini, Shirin van Anrooij (beide Trek-Segafredo), Katarzyna Niewiadoma, Juliette Labous und Anna Henderson vertreten. Vor allem die Arbeit von Longo Borghini begrenzte deren Rückstand auf 20 bis 30 Sekunden.
Am Fuße des Oude Kwaremont beschleunigte Kopecky und ließ Persico sogleich hinter sich. Letztere wurde auf dem Paterberg von den Verfolgern eingeholt. Kopeckys Stärke, aber auch die Präsenz ihres Teams in der zweiten Gruppe ließen keinen Zweifel mehr am Ergebnis aufkommen, und sie gewann die Flandern-Rundfahrt zum zweiten Mal in Folge. Den Sprint um die Podiumsplätze gewann Vollering vor Longo Borghini.
| \| Gesamtwertung \| Gesamtwertung \| Gesamtwertung \| Gesamtwertung \| Gesamtwertung \| \| Fahrerin \| Fahrerin \| Land \| Team \| Zeit \| \| ------------- \| -------------------- \| ---------------------- \| ------------------ \| --------------- \| \| 1. \| Lotte Kopecky \| Belgien \| SD Worx \| 4 h 06 min 11 s \| \| 2. \| Demi Vollering \| Niederlande \| SD Worx \| + 36 s \| \| 3. \| Elisa Longo Borghini \| Italien \| Trek-Segafredo \| + 36 s \| \| 4. \| Silvia Persico \| Italien \| UAE Team ADQ \| + 36 s \| \| 5. \| Katarzyna Niewiadoma \| Polen \| Canyon-SRAM Racing \| + 36 s \| \| 6. \| Juliette Labous \| Frankreich \| Team DSM \| + 36 s \| \| 7. \| Marlen Reusser \| Schweiz \| SD Worx \| + 36 s \| \| 8. \| Shirin van Anrooij \| Niederlande \| Trek-Segafredo \| + 44 s \| \| 9. \| Anna Henderson \| Vereinigtes Königreich \| Team Jumbo-Visma \| + 2 min 40 s \| \| 10. \| Arlenis Sierra \| Kuba \| Movistar Team \| + 3 min 38 s \| |                      |                        |                    |                 |
| |                      |                        |                    |                 |
| Quelle: ProCyclingStats |                      |                        |                    |                 |
| Gesamtwertung |                      |                        |                    |                 |
| Fahrerin | Fahrerin             | Land                   | Team               | Zeit            |
| 1. | Lotte Kopecky        | Belgien                | SD Worx            | 4 h 06 min 11 s |
| 2. | Demi Vollering       | Niederlande            | SD Worx            | + 36 s          |
| 3. | Elisa Longo Borghini | Italien                | Trek-Segafredo     | + 36 s          |
| 4. | Silvia Persico       | Italien                | UAE Team ADQ       | + 36 s          |
| 5. | Katarzyna Niewiadoma | Polen                  | Canyon-SRAM Racing | + 36 s          |
| 6. | Juliette Labous      | Frankreich             | Team DSM           | + 36 s          |
| 7. | Marlen Reusser       | Schweiz                | SD Worx            | + 36 s          |
| 8. | Shirin van Anrooij   | Niederlande            | Trek-Segafredo     | + 44 s          |
| 9. | Anna Henderson       | Vereinigtes Königreich | Team Jumbo-Visma   | + 2 min 40 s    |
| 10. | Arlenis Sierra       | Kuba                   | Movistar Team      | + 3 min 38 s    |